# کارن مک‌نالی
کارن کوک مک‌نالی (۱۹۴۰ – ۲۰ دسامبر ۲۰۱۴) یک لرزه‌شناس و متخصص مدیریت خطر زمین‌لرزه آمریکایی بود.

## زندگی حرفه‌ای

### مؤسسات
در سال ۱۹۷۱، او مدرک کارشناسی خود را دریافت کرد و در سال ۱۹۷۳، موفق به اخذ مدرک کارشناسی ارشد شد. سه سال بعد، او مدرک دکتری خود را (۱۹۷۶) در ژئوفیزیک از دانشگاه کالیفرنیا، برکلی دریافت کرد. مک‌نالی در مؤسسه فناوری کالیفرنیا با چارلز فرانسیس ریختر، خالق مقیاس ریختر، همکاری کرد و در سال ۱۹۸۱ به عنوان استاد علوم زمین و سیاره‌ای به هیئت علمی دانشگاه کالیفرنیا، سانتا کروز پیوست.
او مدیر «آزمایشگاه زلزله‌شناسی ریختر» در آنجا بود و ابزارهای این آزمایشگاه توانستند داده‌های با کیفیت بالا از زمین‌لرزه لوما پریتا ۱۹۸۹ را ثبت کنند. او مؤسسه «تکتونیک‌ها» را تأسیس کرد و به ایجاد یک برنامه تحقیقاتی زلزله‌شناسی در دانشگاه کمک کرد.

## شکاف‌های لرزه‌ای به عنوان پیش‌نشانگر زمین‌لرزه
یکی از حوزه‌های علاقه‌مندی مک‌نالی، مطالعه شکاف‌های لرزه‌ای به عنوان پیش‌نشانگر مناطق مستعد بلایا برای وقوع زمین‌لرزه‌های احتمالی بود. یکی از این شکاف‌های لرزه‌ای در آن زمان، منطقه‌ای در جنوب اوآخاکا در امتداد سواحل غربی مکزیک بود.
پس از هشدار ژئوفیزیک‌دانان از تگزاس و ژاپن مبنی بر آماده بودن این منطقه برای یک زمین‌لرزه بزرگ، مک‌نالی و گروهش از دانشگاه ملی مکزیک چندین لرزه‌سنج سیار در آن منطقه مستقر کردند. این آرایه در ۱ نوامبر ۱۹۷۸ آماده شد. طی هفته‌های بعد، تعداد زیادی ریززمین‌لرزه و زمین‌لرزه‌های کوچک ثبت شد و در اوایل شب ۲۹ نوامبر، یک زمین‌لرزه با بزرگی ۷٫۸ ریشتر منطقه‌ای که مرکز زمین‌لرزه در فاصله ۵۰ کیلومتری آرایه لرزه‌سنج‌ها قرار داشت را لرزاند. این لرزه‌سنج‌ها تصویری واضح از این رویداد لرزه‌ای و پیش‌لرزه‌ها و پس‌لرزه‌های آن ثبت کردند. حدود سه سال بعد، مک‌نالی و گروهش نتایج خود را از این رویداد در یک مقاله علمی خلاصه کردند.
یک سال بعد، او تلاش کرد داده‌های مربوط به این زمین‌لرزه و سایر زمین‌لرزه‌های رخ داده در دهه ۱۹۶۰ را تحلیل کند و گزارشی دربارهٔ کاربرد این داده‌ها در پیش‌بینی زمین‌لرزه‌ها منتشر کرد که شامل ۸۶ مرجع مرتبط بود که از زمان زمین‌لرزه ۱۹۷۸ منتشر شده بودند.
طی دو سال بعد، مک‌نالی نتایج خود را دربارهٔ پیش‌بینی زمین‌لرزه در کالیفرنیای جنوبی در یک گزارش فنی نهایی خلاصه کرد که در آن کارن وارد از USGS به‌عنوان افسر فنی دولتی او حضور داشت. فعالیت‌های او در پیش‌بینی و آماده‌سازی مکزیک برای زمین‌لرزه میچوآکان ۱۹۸۵ نیز باعث شد نام او در مجله تایم مطرح شود.

### خطر لرزه‌ای در کاستاریکا

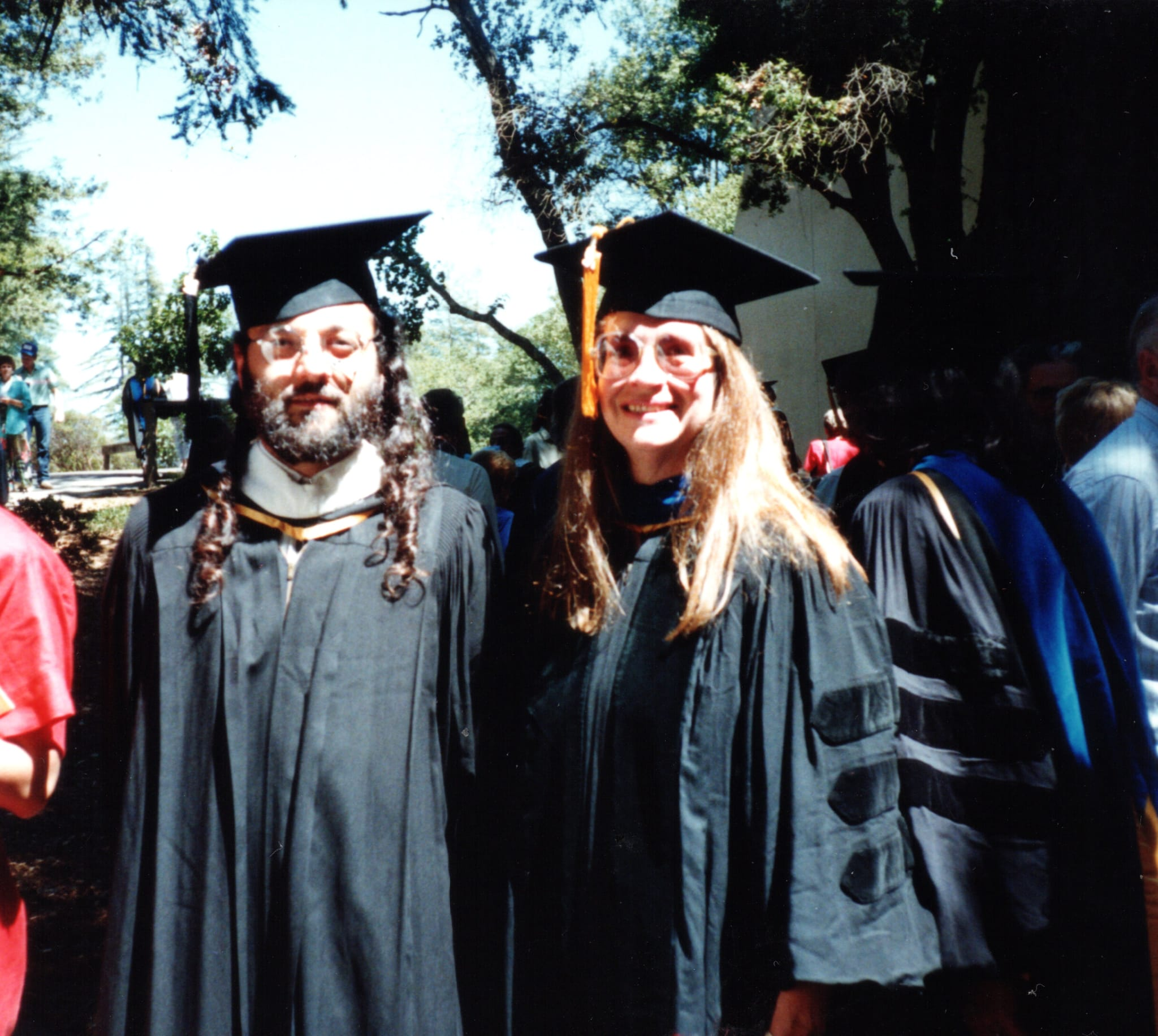
مک‌نالی با دانشجو و بعدها همکارش: مارینو پروتی از دانشگاه ملی کاستاریکا.

در سال ۱۹۸۴، مک‌نالی به یک رصدخانه زمین‌فیزیکی مدرن (Observatorio Vulcanológico y Sismológico de Costa Rica, Universidad Nacional (OVSICORI-UNA)) پیوست و به تأسیس شبکه لرزه‌نگاری ملی در کاستاریکا کمک کرد، و با این اقدام توانست برنامه کاهش خطرات زمین‌لرزه در این کشور را بهبود بخشد.
با تأمین مالی از دفتر کمک‌های بلایای خارجی USAID، مک‌نالی توانست تیمی از دانشمندان دانشگاه کالیفرنیا، سانتا کروز و کاستاریکایی را برای راه‌اندازی این شبکه لرزه‌نگاری رهبری کند. او به دلیل مشارکت‌هایش در تاریخ ۲ ژوئیه ۲۰۰۴ مدال دانشگاهی، که به‌طور خاص به نام «مدالیا یونیورسیداد ناسیونال» نامیده می‌شود، توسط دانشگاه ملی کاستاریکا دریافت کرد.
فعالیت‌های او در کاستاریکا همچنین همکاری‌های مداوم بین UCSC با دانشکده‌ها و پژوهشگران کاستاریکایی را تشویق کرد.
او عضو هیئت مدیره انجمن زلزله‌شناسی آمریکا و IRIS بود و در شورای ارزیابی پیش‌بینی زمین‌لرزه کالیفرنیا فعالیت داشت. در سال ۱۹۸۲، او جایزه یادبود ریشتمایر را از انجمن معلمان فیزیک آمریکا دریافت کرد.

## زندگی شخصی
مک‌نالی در کلوویس، کالیفرنیا در تاریخ ۲۶ ژانویه ۱۹۴۰ به دنیا آمد. او در سنین جوانی ازدواج کرد و صاحب دو دختر به نام‌های کیم و مریدیت شد. این زوج در سال ۱۹۶۶ از هم جدا شدند. او همچنین دو خواهر و برادر به نام‌های جری و جین داشت.
او در خانه خود در دونپورت و در سن ۷۴ سالگی درگذشت.